# 4e congresdistrict van Californië
Het 4e congresdistrict van Californië (CA-4) is een kiesdistrict voor het Amerikaanse Huis van Afgevaardigden. Tom McClintock, een Republikein, vertegenwoordigt het district sinds januari 2009.
Het congresdistrict omvat de Sierra Nevada van Truckee tot aan het Sequoia National Forest. Het omvat de county's Alpine, Amador, Calaveras, El Dorado, Mariposa en Tuolumne, alsook delen van Fresno, Madera, Nevada en Placer County. De Californische zijde van Tahoe alsook Yosemite National Park en het merendeel van Kings Canyon National Park liggen in het congresdistrict. Belangrijke steden zijn Auburn, Cameron Park, Diamond Springs, Lincoln, Placerville, Rocklin, Roseville, Sonora, South Lake Tahoe en Truckee. Volgens de American Community Survey van het Census Bureau wonen er 711.815 mensen in het district.

## Vóór 2013

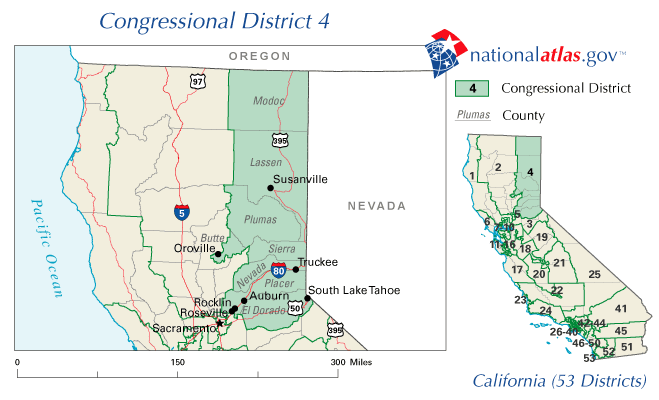
Het district van 2003 tot 2013

Voor de hertekening van de Californische congresdistricten door de California Citizens Redistricting Commission in 2011 omvatte het 4e district een lange noord-zuid strook in het uiterste noordoosten van de staat. Het bestond uit de county's El Dorado, Placer, Nevada, Sierra, Plumas, Lassen en Modoc en uit delen van Butte. Bovendien viel een heel klein deel van Sacramento County, inclusief het stadje Orangevale, in het 4e district. Zo'n 67% van de bevolking woonde in een stedelijke omgeving.
Het oude district was een sterk Republikeins gebied. Hoewel de progressievere voorsteden van Sacramento explosief groeien, heeft de Republikeinse Partij haar grote voorsprong op de Democraten behouden in het 4e district. In de recentste presidentsverkiezingen wonnen Republikeinse kandidaten redelijk overtuigend. John McCain won 54% van de stemmen in 2008.